# نام‌های کروات‌ها و کرواسی
نام کرواسی (Hrvatska به کرواتی) از زبان لاتین قرون وسطایی گرفته شده است که خود آن نیز از نام قومی کروات‌ها، یعنی *Xъrvate اولیه و Hrvati امروزی، ریشه گرفته است. اولین اشارات به این نام قومی در کتیبه‌های سنگی و اسناد مکتوب در منطقه کرواسی، مربوط به قرن‌های هشتم و نهم میلادی است. با این حال، به دلیل کمبود شواهد تاریخی، احتمالاً قدمت این نام بیشتر بوده و به قرن‌های ششم و هفتم، زمان ورود کروات‌ها به این منطقه، بازمی‌گردد. نام قومی کروات‌ها، به همراه نام‌های مکان‌ها و افراد مشتق شده از آن، در سراسر اروپا گسترش یافته است.
نظریه‌های متعددی در مورد ریشه این نام قومی وجود دارد، اما به‌طور کلی پذیرفته شده است که این نام ریشه اسلاوی ندارد، بلکه ریشه در زبان‌های ایرانی دارد. محتمل‌ترین نظریه این است که کلمه اسلاوی اولیه *Xъrvat- از کلمه ایرانی اولیه *xurvæt- یا *xurvāt- به معنای «نگهبان» یا «محافظ» گرفته شده است. این کلمه احتمالاً قبل از قرن هفتم میلادی وارد زبان اسلاوی شده است. همچنین ممکن است ارتباطی بین این نام و نام سکایی-سرمتی قرن سوم Khoroáthos (یا Khoróatos و Khoroúathos) که در لوح‌های تانائیس نزدیک مرز اوکراین و روسیه امروزی یافت شده، وجود داشته باشد، اگرچه این ارتباط هنوز قطعی نیست.

## قدیمی‌ترین سند

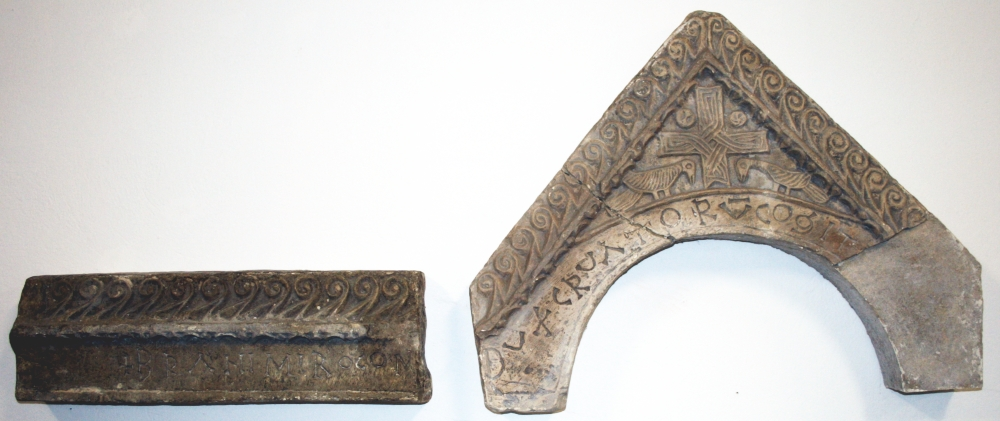
سنگ‌نوشته برانیمیر، حدود سال ۸۸۸.

در سال ۲۰۰۵، از طریق باستان‌شناسی تأیید شد که نام قومی Croatorum (به صورت نیمه‌حفظ‌شده) برای اولین بار در یک کتیبه کلیسایی یافت شده در بیاچی نزدیک تروگیر مربوط به اواخر قرن هشتم یا اوایل قرن نهم ذکر شده است.
قدیمی‌ترین سنگ‌نوشته شناخته‌شده حفظ‌شده با نام قومی کامل «Cruatorum»، سنگ‌نوشته برانیمیر قرن نهم است که در شوپوت نزدیک بنکوواتس، در اشاره به دوک برانیمیر، یافت شده است که مربوط به بین سال‌های ۸۷۹ و ۸۹۲، در طول دوران حکومت او می‌باشد. این کتیبه ذکر می‌کند:
BRANIMIRO COM […] DUX CRVATORVM COGIT […]
منشور لاتین دوک ترپیمیر، که مربوط به سال ۸۵۲ است، عموماً اولین گواهی بر نام قومی «Chroatorum» در نظر گرفته شده است. با این حال، اصل این سند از بین رفته است و یک رونوشت از آن در سال ۱۵۶۸ حفظ شده است. لویو مارگتیچ در سال ۲۰۰۲ پیشنهاد کرد که این سند در واقع ماهیتی قانونگذاری دارد و مربوط به سال ۸۴۰ است. ایروان موژیچ در سال ۲۰۰۷ خاطرنشان کرد که تجزیه و تحلیل این کپی نشان می‌دهد که مشخص نیست که آیا اصل واقعاً قدیمی‌تر از کتیبه برانیمیر بوده است یا خیر.
در منشور ترپیمیر ذکر شده است:
Dux Chroatorum iuvatus munere divino […] Regnum Chroatorum
بنای تاریخی با اولین نوشته به زبان کرواتی که حاوی تغییر نام قومی بومی xъrvatъ (آی‌پی‌ای: [xŭrva:tŭ]) است، لوح باشکا از سال ۱۱۰۰ است که می‌خواند: zvъnъmirъ kralъ xrъvatъskъ ("زوونیمیر، پادشاه کروات‌ها").

## ریشه‌شناسی

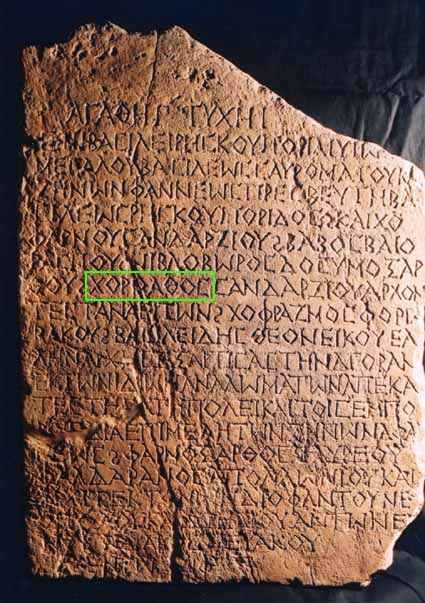
Tanais Tablet B containing the word Χοροάθος (Khoroáthos).

منشأ و معنای دقیق نام قومی Hr̀vāt (زبان نیااسلاوی *Xъrvátъ, یا *Xurwātu) هنوز مورد اختلاف علمی است. اولین تز ریشه‌شناسی دربارهٔ نام کروات‌ها از کنستانتینوس هفتم (قرن دهم) سرچشمه می‌گیرد، که نام‌های مختلف کروات‌ها، Βελοχρωβάτοι و Χρωβάτοι (Belokhrobatoi و Khrobatoi) را با کلمه یونانی χώρα (khṓra، "سرزمین") مرتبط می‌کرد: «کروات‌ها در زبان اسلاوی به معنای کسانی هستند که سرزمین‌های زیادی دارند». در قرن سیزدهم، Thomas the Archdeacon معتقد بود که این نام با نام ساکنان جزیره کرک (جزیره) مرتبط است، که او آن را «Curetes, Curibantes» نامید. در قرن هفدهم، Juraj Ratkaj بازتابی از فعل hrvati (se) "کشتی گرفتن" را در این نام یافت. یک نظریه معاصرتر معتقد است که ممکن است از واژگان اسلاوی بومی نباشد، بلکه از یک زبان ایرانی وام گرفته شده باشد. نظریه‌های رایج از قرن بیستم و بیست و یکم آن را از یک منشأ ایرانی می‌دانند، کلمه ریشه یک شکل زبان سکایی باستان قرن سومی است که در Tanais Tablets به عنوان Χοροάθος (Khoroáthos)، (اشکال جایگزین شامل Khoróatos و Khoroúathos می‌شود) تأیید شده است.
در قرن نوزدهم، اشتقاق‌های مختلف بسیاری برای نام قومی کروات‌ها ارائه شد:
- یوزف دوبروفسکی معتقد بود که این نام با ریشه *hrev «درخت» مرتبط است، در حالی که Johann Kaspar Zeuss آن را به *haru «شمشیر» پیوند داد.
- Sylwiusz Mikucki آن را با šarv- «ضربه» هندی قدیمی مرتبط کرد.
- Pavel Jozef Šafárik آن را از xrъbъtъ, xribъtъ, xribъ «خط الراس، کوهستانی» گرفته است، در حالی که فرانک میکلوشیچ گفته است که از hrъv (hrŭv) «رقص» گرفته شده است.
- Đuro Daničić ریشه آن را *sar- «نگهبانی، محافظت» می‌دانست.
- Fyodor Braun Harfada آلمانی (Harvaða fjöllum از Hervarar saga ok Heiðreks) را دید، که نام آلمانی کوه‌های کارپات خواهد بود، به عنوان منشأ یک شکل میانی Harvata.[۱۸]
- Rudolf Much آن را به کلمه زبان نیاژرمنی hruvat- «شاخدار» یا - همان‌طور که Z. Gołąb بعداً پیشنهاد کرد - اسم رایج *xъrvъ//*xorvъ «زره» به عنوان یک واژه قرضی ماقبل تاریخ از *hurwa-//*harwa- «زره شاخ» ژرمنی متصل کرد. مشتقات *xъrvati sę//*xъrviti sę «زره پوشیدن، از خود دفاع کردن» - «جنگجویان ملبس به زره شاخ»، به عنوان یک خود نامگذاری یا نام مستعار.[۱۹][۲۰]

هنری هویل هاورث، جان بگنل بوری، و هنری گرگوار، [ معتقد بودند که این نام از نام شخصی کوبرات، رهبر بلغارها و بنیانگذار بلغارستان بزرگ کهن، گرفته شده است.
قرن بیستم نظریه‌های جدید بسیاری را در مورد ریشه نام کروات‌ها به وجود آورد:
- A.I. Sobolevski آن را از کلمات ایرانی hu- به معنای «خوب»، ravah- به معنای «فضا، آزادی» و پسوند -at- استخراج کرد.
- Grigoriĭ Andreevich Ilʹinskiĭ آن را از *kher- به معنای «بریدن» استخراج کرد، همان‌طور که در کلمه یونانی kárkharos به معنای «تیز»، kharah به معنای «سخت، تیز»، و xorbrъ به معنای «شجاع» دیده می‌شود.
- Hermann Hirt ارتباطی با نام یک قبیله ژرمنی Harudes (Χαροῦδες) مشاهده کرد.
- Leopold Geitler, Josef Perwolf, Aleksander Brückner, Tadeusz Lehr-Spławiński و Heinz Schuster-Šewc ریشه hrv- را به charviti sa اسلواکیایی به معنای «مخالفت کردن، دفاع کردن» یا از طریق skъrv-/xъrv- به šárvas لیتوانیایی به معنای «زره» و šarvúotas به معنای «مسلح، cuirassier»، با پسوند -at که بر این ویژگی تأکید می‌کند، به معنای «مرد مسلح خوب، سرباز» پیوند دادند.
- Karel Oštir ارتباط با یک کلمه نامشخص Thraco-Illyrian xъrvata- به معنای «تپه» را معتبر دانست.
- Max Vasmer ابتدا آن را به عنوان یک واژه قرضی از ایرانی باستان، *(fšu-)haurvatā- به معنای «چوپان، نگهبان گاو» (شکل گرفته از pasu- اوستایی به معنای «گاو» و فعل haurvaiti به معنای «نگهبان»)، و بعداً همچنین از hu-urvatha- ایرانی باستان به معنای «دوست» (همچنین توسط N. Zupanič پذیرفته شده است) در نظر گرفت.
- Niko Zupanič علاوه بر این، منشأ لزگی را از Xhurava (جامعه) و پسوند جمع -th، به معنای «شهرداری‌ها، جوامع» پیشنهاد کرد.
- M. Budimir در این نام بازتابی از *skwos هندواروپایی به معنای «خاکستری، خاکستری» دید که در لیتوانیایی širvas می‌دهد.
- S. K. Sakač آن را با نام اوستایی Harahvaitī مرتبط کرد، که زمانی بخش جنوب غربی افغانستان امروزی، ولایت رُخَج را نشان می‌داد. «Arachosia» شکل لاتین شده یونان باستان Ἀραχωσία (Arachosíā) است، در کتیبه‌های فارسی باستان، این منطقه به عنوان Harahuvatiš () نامیده می‌شود. در هند و ایرانی در واقع به معنای «کسی است که در برکه‌ها می‌ریزد»، که از نام رودخانه Sarasvati ریگ‌ودا گرفته شده است. با این حال، اگرچه شباهت تا حدودی گویا است، اما ارتباط با نام آراخوزیا از نظر ریشه‌شناسی نادرست است.
- G. Vernadsky ارتباطی را با Chorasmí از خوارزم در نظر گرفت، در حالی که F. Dvornik پیوندی به Krevatades یا Krevatas واقع در قفقاز که در De Ceremoniis (قرن دهم) ذکر شده است، ایجاد کرد.
- V. Miller در نام کروات hvar- ایرانی به معنای «خورشید» و va- به معنای «تخت» را دید، P. Tedesco تعبیر مشابهی از huravant ایرانی به معنای «آفتابی» داشت، در حالی که برخی دیگر از خدای اسلاو Khors تعبیر کردند.

اوتو کرونستینر پیشنهاد کرد که ممکن است از کلمات تاتاری-باشقیری chr به معنای «آزاد» و vata به معنای «جنگیدن، جنگ کردن» گرفته شده باشد.
Stanisław Rospond آن را از پروتو-اسلاوی *chorb- + پسوند -rъ به معنای «شجاع» استخراج کرد.
Oleg Trubachyov آن را از *xar-va(n)t (مؤنث، غنی از زنان، تحت حاکمیت زنان) استخراج کرد که از ریشه‌شناسی نام Sarmatians، *sar-ma(n)t هند و آریایی به معنای «مؤنث»، در هر دو پسوند صفت هند و ایرانی -ma(n)t/wa(n)t و هند و آریایی و هند و ایرانی *sar- «زن» گرفته شده است، که در ایرانی *har- می‌دهد.
در میان آنها بیشتر (۱) اشتقاق ژرمنی از کوه‌های کارپات که در حال حاضر منسوخ شده است در نظر گرفته شد. (۲) اشتقاقات اسلاوی و ژرمنی در مورد «مرد کاملاً مسلح» / «جنگجویان ملبس به زره شاخ» که نشان می‌دهد که آنها از نظر سلاح و زره از سایر اسلاوها متمایز بودند، اما قانع کننده نیست زیرا هیچ قبیله اسلاوی دیگری به نام اشیاء فرهنگ مادی نامگذاری نشده است. از نظر ریشه‌شناسی، اولی یک وام لیتوانیایی از sarwes بسیار جوانتر آلمانی میانه بود، در حالی که دومی با *hurwa- /*harwa- فرضی استدلال می‌کند که از گویش نیا-ژرمنی Bastarnae در منطقه زیر کارپات یا کارپات شرقی که در هیچ زبان اسلاوی یا ژرمنی حفظ نشده است، وام گرفته شده است. (۳) و اشتقاقات رایج ایرانی، *(fšu-)haurvatā- واسمر («نگهبان گاو») و *xar-va(n)t تروباچوف (مؤنث، غنی از زنان، تحت حاکمیت زنان).
در حالی که زبان شناسان و مورخان با اشتقاق واسمر یا تروباچوف موافق بودند، طبق Tadeusz Lehr-Spławiński و Radoslav Katičić، پایان‌نامه‌های ایرانی کاملاً با نام قومی کروات‌ها مطابقت ندارد، زیرا به گفته آنها، شکل اصلی جمع Hrъvate نه Hъrvate بود. و مصوت «a» در harvat- ایرانی کوتاه است، در حالی که در Hrъvate اسلاوی در میان دیگران بلند است. Katičić نتیجه گرفت که از میان تمام ملاحظات ریشه‌شناسی، ایرانی کمترین احتمال را دارد. Ranko Matasović همچنین آن را از ریشه ایرانی می‌دانست، اما علاوه بر تأیید اشکال اصلی به عنوان *Xъrvátъ (sl.) و *Xъrvate (pl.)، اشتقاق Trubachyov را رد کرد زیرا از نظر معنایی و تاریخی کاملاً بی اساس بود. و نتیجه گرفت که تنها اشتقاقی که معیارهای انطباق اشکال زبان ایرانی با نیا-اسلاوی، و همچنین معقول بودن تاریخی و معنایی را برآورده می‌کند، فرض واسمر است اما با برخی تغییرات، زیرا پروتو-اسلاوی *Xъrvat- < *Xurwāt- از نیاآسی/الانی *xurvæt- یا *xurvāt- به معنای «کسی که محافظت می‌کند» («نگهبان، محافظ») می‌آید که قبل از قرن هفتم وام گرفته شده است و احتمالاً به عنوان اسم در charwat (نگهبان) لهستانی قدیمی حفظ شده است. Matasović رابطه آن را با نام قرن سوم Khoroathos از تانائیس را یک تصادف دانست.
C(h)roatae لاتین قرون وسطی و Khrōbátoi یونانی، اقتباس‌هایی از تلفظ جمع *Xərwate زبان‌های اسلاوی جنوبی از اواخر قرن هشتم و اوایل قرن نهم هستند و از طریق منبع فرانکی به یونانی رسیده‌اند.  به شکل مفرد نیا-اسلاوی، xorvaty (*xъrvaty) اسلاوی شرقی باستان و Curuuadi آلمانی-لوزاتیایی از منابع قرن یازدهم و دوازدهم نزدیک‌ترین هستند، در حالی که شکل جمع قدیمی *Xъrvate به درستی در Xrovate روسی قدیم، Xrvate, xarьvate زبان اسلاوی کلیسایی و Hrvate کرواتی قدیمی منعکس شده است.  شکل Charvát در چک قدیمی از کرواتی-چاکاوی یا لهستانی قدیمی (Charwaty) آمده است.  نام قومی کرواتی Hr̀vāt (مفرد) و Hrváti (جمع) در گویش کایکاوی نیز به شکل Horvat و Horvati ظاهر می‌شوند، در حالی که در گویش چاکاوی به شکل Harvat و Harvati هستند.

## پراکنش
نام‌های مکان کرواتی را می‌توان در مناطق شمالی اسلاو مانند موراویا (جمهوری چک) و اسلواکی، لهستان، در امتداد رودخانه زاله در آلمان، در اتریش و اسلوونی، و در جنوب در یونان، آلبانی و غیره یافت. 
در آلمان در امتداد رودخانه زاله Chruuati در نزدیکی هاله (شهر) در سال ۹۰۱ پس از میلاد، Chruuati در سال ۹۸۱ پس از میلاد،  Chruazis در سال ۱۰۱۲ پس از میلاد،  Churbate در سال ۱۰۵۵ پس از میلاد،  Grawat در سال ۱۰۸۶ پس از میلاد،  Curewate (اکنون Korbetha)، گروسکوربتا (Curuvadi و Curuuuati 881-899 پس از میلاد) و Kleinkorbetha,  و Korbetha در غرب لایپزیگ وجود داشتند.  در موراویا Charwath,  یا Charvaty در نزدیکی اولوموتس، در اسلواکی Chorvaty و Chrovátice در نزدیکی وارادکا هستند.  Charwatynia در نزدیکی کاشوبی‌ها در ناحیه ویهرووو، و Сhаrwаtу یا Klwaty در نزدیکی رادوم در لهستان و غیره.
بنابراین در دوک‌نشین کارینتیا می‌توان pagus Crouuati (954)، Crauuati (961)، Chrouuat (979) و Croudi (993) را در امتداد بالای رودخانه مور یافت.  در قرون وسطی نام‌های مکان‌های زیر ثبت شده است: Krobathen, Krottendorf, Krautkogel.  Kraut (قبل از Chrowat و Croat) در نزدیکی اشپیتال آن در درائو.  در دوک‌نشین استیریا نام‌هایی مانند Chraberstorf و Krawerspach در نزدیکی مورو، Chrawat در نزدیکی Laas در یودندورف، Chrowat, Kchrawathof و Krawabten در نزدیکی لئوبن وجود دارد.  در امتداد میانه Mura Krawerseck, Krowot در نزدیکی وایتس، Krobothen در نزدیکی اشتاینتس و Krobathen در نزدیکی Straganz.  در اسلوونی Hrovate, Hrovača و هرواتینی نیز وجود دارند. 
نام‌های شخصی مردانه Hrvoje, Hrvoj, Hrvoja, Horvoja, Hrvojhna, Hrvatin, Hrvajin, Hrvo, Hrvojin, Hrvojica, Hrvonja, Hrvat, Hrvad, Hrvadin, Hrviša, Hrvoslav و Rvoje از این نام قومی گرفته شده‌اند، همان‌طور که نام‌های زنانه Hrvatica, Hrvojka, Hrvatina و Hrvoja هستند. امروزه نام Hrvoje یکی از رایج‌ترین نام‌ها در کرواسی است.

## نام رسمی کرواسی
در طول تاریخ، نام‌های سیاسی رسمی زیادی برای کرواسی در قرن بیستم وجود داشته است. هنگامی که کرواسی بخشی از پادشاهی یوگسلاوی بود، این نهاد با نام Banovina Hrvatska (بانووینا کرواسی) شناخته می‌شد. پس از تهاجم به یوگسلاوی در سال ۱۹۴۱، به عنوان Nezavisna Država Hrvatska (دولت مستقل کرواسی) به عنوان یک دولت دست‌نشانده آلمان نازی و ایتالیای فاشیستی (۱۹۲۲ تا ۱۹۴۳) شناخته شد. دولت فعلی کرواسی با نام Federalna Država Hrvatska (ایالت فدرال کرواسی) شناخته شد، زمانی که این کشور در سال ۱۹۴۴ پس از سومین جلسه شورای دولتی ضد فاشیست برای آزادی ملی کرواسی (ZAVNOH) به بخشی از جمهوری فدرال سوسیالیستی یوگسلاوی تبدیل شد. از سال ۱۹۴۵، این ایالت به Narodna Republika Hrvatska (جمهوری خلق کرواسی) تبدیل شد و در سال ۱۹۶۳ دوباره به Socijalistička Republika Hrvatska (جمهوری سوسیالیستی کرواسی) تغییر نام داد. پس از تصویب قانون اساسی کرواسی در دسامبر ۱۹۹۰، به Republika Hrvatska (جمهوری کرواسی) تغییر نام داد و این نام زمانی که کرواسی در ۲۵ ژوئن ۱۹۹۱ اعلام استقلال کرد، حفظ شد.